# Jatirenggang
Jatirenggang is een bestuurslaag in het regentschap Cirebon van de provincie West-Java, Indonesië. Jatirenggang telt 3167 inwoners (volkstelling 2010).